# Беге
Беге (фр. Béguey) насеље је и општина у југозападној Француској у региону Аквитанија, у департману Жиронда која припада префектури Бордо.
По подацима из 2011. године у општини је живело 1.138 становника, а густина насељености је износила 360,13 становника/km². Општина се простире на површини од 3,16 km². Налази се на средњој надморској висини од 20 метара (максималној 90 m, а минималној 2 m).

## Демографија
| 1962. | 1968. | 1975. | 1982. | 1990. | 1999. | 2011. |
| ----- | ----- | ----- | ----- | ----- | ----- | ----- |
| 967   | 974   | 1.054 | 866   | 910   | 916   | 1.138 |

График промене броја становника у току последњих година